# Химизация сельского хозяйства
Химиза́ция се́льского хозя́йства — применение и рациональное использование химической продукции в сельскохозяйственном производстве. Химизация является одним из приоритетных направлений научно-технического прогресса в сельском хозяйстве. Химизация сельского хозяйства включает применение минеральных удобрений, химических средств защиты растений, регуляторов роста растений, кормовых добавок. Повышению эффективности химизации способствует агрохимическая служба.
Современное интенсивное сельское хозяйство уже не может существовать и развиваться без применения продукции химической промышленности — химикатов. Вопросы химизации сельского хозяйства в современном мире приобретают исключительное значение практически на всех этапах сельскохозяйственного производства для выполнения центральной задачи — повышение урожайности. Широкое внедрение достижений химической промышленности практически во все отрасли сельского хозяйства с целью повышения урожайности, а также защиты и улучшения результатов хранения урожая заключается в применении минеральных удобрений, химических средств борьбы с вредителями и болезнями культурных сельскохозяйственных растений и сорняками (дезинфицирующие вещества, протравителей, пестицидов: фунгицидов, инсектицидов, использование метода химической стерилизации почвы — фитотоксикантов, гербицидов, дефолиантов и так далее).

## В земледелии
Химизация в земледелии представлена в основном использованием минеральных удобрений, применение которых повышает плодородие почв, повышает урожайность возделываемых культур, а также способствует улучшению качества сельскохозяйственной продукции.
Для успешного внедрения и осуществления химизации сельского хозяйства необходимо присутствие двух основополагающих моментов:
1. наличие достаточных сырьевых ресурсов для производства удобрений;
2. наличие развитой химической промышленности, способной в должной мере перерабатывать поставляемое сырьё на производство минеральных удобрений.

Кроме того, не менее важна химическая мелиорация земель: известкование кислых почв, гипсование солончаков, а также использование высоких доз органических удобрений для коренного улучшения структуры и свойств почв, в том числе и песчаных.
Немаловажная роль в химизации современного сельского хозяйства отводится применению пестицидов, обеспечивающим на должном уровне защиту культурных растений от вредителей и болезней.
Научно-технический прогресс способствовал значительному расширению возможностей химизации сельского хозяйства. В интенсивном земледелии помимо минеральных удобрений и пестицидов находят всё большее применение регуляторы роста растений (фитогормоны). Замена стекла на высокотехнологические современные полимерные материалы при сооружении парников и теплиц способствует проникновению ультрафиолетовых лучей к растениям, культивируемым в условиях закрытого грунта.

## В животноводстве
Химическая промышленность поставляет современному животноводству разнообразные синтетические кормовые добавки, широкое применение которых способствует повышению качества, а также улучшает процессы усвоения естественных кормов. К химикатам-добавкам относят искусственные азотные соединения (карбамид, кормовые дрожжи), минеральные подкормки, микроэлементы, витамины, антибиотики и так далее. Немалая роль отводится использованию высоко эффективных химических консервантов, применение которых позволяет дольше сохранить полезные свойства любых кормов и кормовых отходов.